# Genossenschaftsbank zu Halle

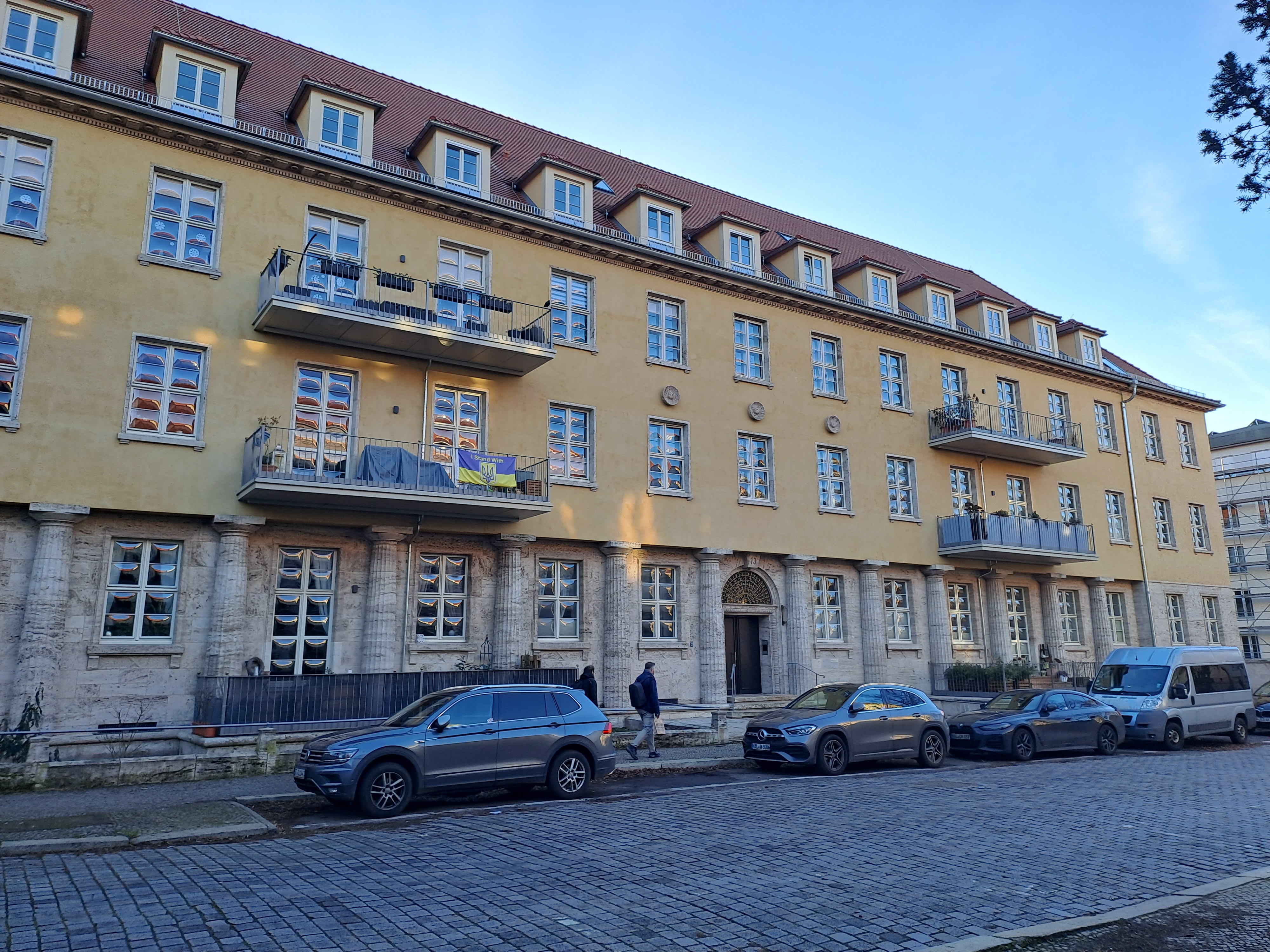
Gebäude der Genossenschaftsbank zu Halle

Die Genossenschaftsbank zu Halle a. S. war eine deutsche Genossenschaftsbank, die 1893 begründet wurde und die Rechtsform einer eGmbH innehatte. Sie hieß unter anderem Spar- und Darlehenskasse. Diese wurden zum Zwecke der Geldausgleichung innerhalb eines Verbandes begründet. Sie fungierte als Zentralkasse für zahlreiche kleinere Geldinstitute sowie für die angeschlossenen landwirtschaftlichen Genossenschaften.

## Geschichte
Sie entwickelte sich zügig zur größten und bedeutendsten Genossenschaftsbank in der damaligen Provinz Sachsen. Im ersten vollständigen Geschäftsjahr ihres Bestehens 1894 erwirtschaftete die Bank bereits einen Umsatz von 6.412.880 Mark (kaufkraftbereinigt in heutiger Währung ca. 54.693.115 Euro); im ersten Viertel des Jahres 1895 setzte sie 2.525.671 Mark (heute ca. 21.824.241 Euro) um. 1908 hatte die Genossenschaftsbank zu Halle 780 Mitglieder und eine Hafteinlage von 24.504.000 Mark (heute ca. 179.016.710 Euro). 1910 hatte die Genossenschaft etwa 890 Mitglieder. Dabei handelte es sich hauptsächlich um landwirtschaftliche Genossenschaften, Spar- und Darlehenskassen auf dem Land, Brennerei- und Molkereigenossenschaften, Zuckerfabriken und dergleichen. Ende 1910 belief sich die Haftsumme auf 31.338.000 ℳ (heute etwa 221.577.579 €). Dabei betrug die Haftsumme pro Geschäftsanteil 6000 ℳ, und jeder Genosse konnte maximal 50 Anteile zum Nennwert von je 300 ℳ zeichnen. Der Gewinn wurde nicht an die Genossen ausgeschüttet, sondern wurde hälftig dem Reservefonds und dem Betriebskapital zugeschlagen, aus welchem zu vergebende Kredite geschöpft wurden.
1917 zeichnete sie 25 Millionen Mark (heute ca. 73,1 Millionen Euro) auf die Kriegsanleihe. 1927 betreute sie 1077 Spar- und Darlehnskassen.
Heutzutage wird der Gedanke der Genossenschaftsbanken von den Volksbanken bewahrt.

## Gebäude
Die Bank der Landwirtschaftlichen Zentralgenossenschaft erhielt in den 1920er Jahren ihren Sitz in der Viktoriastraße 13 (heute Maxim-Gorki-Straße 13) im Paulusviertel direkt gegenüber dem zeitgleich erbauten Verwaltungsgebäude der Landwirtschaftlichen Zentralgenossenschaft (Maxim-Gorki-Straße 7). Erbaut wurden beide nach Entwürfen von Hermann Frede in den Jahren von 1921 bis 1925. An der Straße wird das dreigeschossige Gebäude durch 17 Fensterachsen vertikal gegliedert, über denen sich teilweise Dachgauben befinden. Zudem erfolgte die Auflockerung der streng symmetrischen Fassade durch Säulen im Erdgeschoss, ein zentrales Portal mit Tympanon und vereinzelte Reliefplatten. An der Hofseite wurden mehrere Gebäudeflügel errichtet, die u. a. einen zentralen Innenhof bilden. Später befand sich im denkmalgeschützten Gebäude das Arbeitsamt; mittlerweile wurde es für eine Wohnnutzung umgebaut, wodurch die Fassade durch den Anbau von Balkons weiter aufgelockert wurde. Es ist im Denkmalverzeichnis von Sachsen-Anhalt als Baudenkmal mit der Erfassungsnummer 094 04872 eingetragen.